# Пустыльников, Леонид Моисеевич
Леонид Моисеевич Пустыльников (род. 17 апреля 1941, Киев, СССР) — специалист в области прикладной математики, теоретической физики и теории управления состояниями и структурами систем с распределенными параметрами (СРП), доктор технических наук (Ленинград, 1981), кандидат физико-математических наук (Алма-Ата, 1968), профессор (Санкт-Петербург, 1998).

## Биография
В 1958 Леонид Моисеевич окончил с золотой медалью среднюю школу в г. Алма-Ата, а в 1964 с отличием окончил физический факультет Казахского государственного университета.
Пустыльников работал аспирантом в Казахском государственном университете (Алма-Ата), заведовал кафедрой высшей математики в Тихоокеанском высшем военно-морском училище им. С. О. Макарова (Владивосток), был ведущим научным сотрудником во ВНИИ Галургии (Санкт-Петербург), получил учёное звание профессора в Северо-Западном государственном заочном техническом университете (Санкт-Петербург).

## Научная деятельность
Автор 27 монографий, из которых 4 монографии переведены в США, Канаде, Великобритании, Нидерландах, Финляндии, Польше, Австралии, Китае, и 2 монографии допущены Министерством образования РФ в качестве учебных пособий для студентов вузов РФ, а 3 представляют специальные учебные пособия для студентов Евразийского национального университета (Астана).
Создавая основы теории подвижного управления, совместно с А. Г. Бутковским развил ряд фундаментальных положений современной теории СРП, в том числе — результаты по нелинейной проблеме моментов; применению конечных интегральных преобразований к исследованию СРП; вариационному методу интерполяции СРП; описанию характеристик СРП; моделированию и исследованию СРП в процессах теплопроводности, диффузии, фильтрации с подвижными источниками субстанций и движущимися границами фазового перехода (подземное растворение и замораживание грунтов), химической технологии, гидроакустики, а также результаты в областях 7-й и 23-й проблем Гильберта.
Развивая выдвинутую А. Г. Бутковским «Управленческую парадигму Мира (УПМ)» с управлением структурами СРП, получил новые результаты теории симметрий и структурных тождеств СРП; показал кибернетическую трактовку соотношения неопределённостей; описал блок-схему УПМ и вывел уравнение УПМ с привлечением к структурам СРП вариационных принципов физики; создал на этой основе принципиально новую научную дисциплину, интерпретирующую физические законы как объекты управления и получившею название «Кибернетика физики» (совместно с О. И. Золотовым, О. О. Фейгиным и Ю. В. Даринским).
Открыл универсальный «Физико-кибернетический принцип взаимности (ФКПВ)».
В частности, на основе ФКПВ установил неизвестные ранее факты и обобщения, относящиеся к сохранению структур, описываемых параболическими и гиперболическими уравнениями
молекулярного и конвективного переноса, уравнениями Пуассона, бигармоническим, Клейна-Гордона-Фока, Кортевега-де Фриза, Шредингера, закона тяготения Ньютона, гравитационного поля в общей теории относительности Эйнштейна; поставил и указал пути решения обратной задачи абстрактной теории структурных схем и блоков.

## Факты и оценки
- Книги Л.М.Пустыльникова переведены и изданы в 8-ми странах Мира[2][4]
- В Интернет-журнале «Самиздат» опубликована статья Владимира Касьянова «С. Лем. Многоликость в одном лице». В ней в частности положительно отражены некоторые из идей Л.М.Пустыльникова, содержащиеся в его последних книгах
- Итоговые монографии Л.М.Пустыльникова (с соавторами), освещающие УПМ и ФКПВ, входят в обеспечение специальной научной и учебной работы СПб гос. ун-та имени проф. М.А. Бонч-Бруевича
- Главный научный сотрудник лаборатории теоретической ядерной физики Института ядерной физики (Алма-Ата, Казахстан), доктор физико-математических наук, профессор Е.Т.Ибраева:  «Л.М.Пустыльников – видный ученый, профессионально равно владеющий современной физикой и теорией управления. Универсальный ФКПВ Пустыльникова открыт им как феномен органического взаимного проникновения названных дисциплин. В последних его книгах развернуто показано, что значимость УПМ и ФКПВ заключается не только в обосновании новых пониманий явлений различной природы, но и в наличии их предсказательной силы, например, в формулировке на основе ФКПВ гипотезы о существовании новых элементарных частиц – квантов новых физических полей» (из Обсуждения)
- Физик-теоретик, доктор физико-математических наук Л.З.Виленчик: "В книгах известного ученого Л.М.Пустыльникова и его коллег: "Кибернетика физики" и "Законы физики как объекты управления", а также в других его книгах представлена развернутая картина проникновения современной теории управления в теоретическую физику. Уже достигнутые научные результаты заслуживают серьёзного внимания. К ним относятся структурная и математическая формализации "Управленческой парадигмы Мира", выдвинутой классиком науки об управлении А.Г.Бутковским, "Физико-кибернетический принцип взаимности", предложенный Л.М.Пустыльниковым, многочисленные связанные с этими законами утверждения и иллюстрации. Создан отчетливо плодотворный, но, вместе с тем, новый раздел науки, и он требует дальнейших изучения и совершенствования, новых подтверждающих примеров и открытия новых полезных следствий. И конечно - притока молодых исследователей"[7]
- 14 книг Л.М.Пустыльникова выдержали 40 изданий на 3-х языках и хранятся в 314-ти библиотечных фондах Мира (по состоянию на 06.08.2020)[4]

## Научные труды
Ниже представлены некоторые научные труды Л. М. Пустыльникова:
- Теория подвижного управления системами с распределенными параметрами / А. Г. Бутковский, Л. М. Пустыльников. — М. : Наука, 1980. — 383 с. : ил.; 20 см. — (Теорет. основы техн. кибернетики).
- Вариационный подход к задачам интерполяции физических полей / В. В. Веселов, Д. П. Гонтов, Л. М. Пустыльников; [Предисл. К. Т. Богданова]. — М. : Наука, 1983. — 120 с. : ил., 1 отд. л. схем.; 21 см.
- Физико-кибернетический принцип взаимности [Текст] : [монография] / Л. М. Пустыльников, О. И. Золотов, О. О. Фейгин, Ю. В. Даринский. — Санкт-Петербург : СПбГУТ, 2015. — 232 с. : ил., табл.; 21 см.
- Законы физики как объекты управления. Управленческая парадигма Мира и физико-кибернетический принцип взаимности [Текст] : [монография] / О. И. Золотов, Л. М. Пустыльников, О. О. Фейгин. — Санкт-Петербург : СПбГУТ, 2014. — 221, [1] с. : ил., табл.; 21 см.
- Конечные интегральные преобразования и их применение к исследованию систем с распределенными параметрами : Справ. пособие / Н. А. Мартыненко, Л. М. Пустыльников; Под ред. А. Г. Бутковского. — М. : Наука, 1986. — 303 с.; 22 см.
- Кибернетика физики [Текст] : [монография] / О. О. Фейгин, О. И. Золотов, Л. М. Пустыльников. — Санкт-Петербург : Изд-во СПбГУТ, 2014. — 414 с. : ил.; 20 см.
- Mobile Control Of Distributed Parameter Systems/ A.G. Butkovskiy, L.M. Pustyl’nikov — : New York, Chichester, Brisbane, Toronto: Ellis Horwood Limited, 1987. — 310s., p. 20[4]
- Characteristics Of Distributed-Parameter Systems/ A.G. Butkovskiy, L.M. Pustyl’nikov — Dordrecht, Boston, London: Kluwer Academic Publishers, 1993. — 388s.[4]
- Подземное растворение соляных залежей. Проблемы, моделирование, управление  / Е. П. Каратыгин, А. В. Кубланов, Л. М. Пустыльников, В. П. Чанцев. — Санкт-Петербург, Гидрометеоиздат, 1994. — 221 с.